# Calamagrostis rubescens
Espèce
Calamagrostis rubescens, la calamagrostide rougeâtre, est une espèce de plantes monocotylédones de la famille des Poaceae, sous-famille des Pooideae, originaire d'Amérique du Nord.

## Description
Il s’agit d’une plante herbacée vivace qui atteint de 60 à 100 centimètres de haut. Les inflorescences sont formées d'épillets mesurant chacun environ 5 mm.

## Distribution et habitat
La plante est présente dans l’ouest de l’Amérique du Nord, au Canada et aux États-Unis.

## Synonymes
Selon Catalogue of Life (24 avril 2018) :
- Calamagrostis aleutica var. angusta Vasey
- Calamagrostis angusta (Vasey) Kearney
- Calamagrostis cusickii (Vasey) Vasey
- Calamagrostis fasciculata Kearney
- Calamagrostis luxurians (Kearney) Rydb.
- Calamagrostis rubescens var. luxurians (Kearney) Dayton
- Calamagrostis subflexuosa Kearney
- Calamagrostis suksdorfii (Scribn.) Scribn. ex Vasey
- Calamagrostis suksdorfii var. luxurians Kearney
- Deyeuxia cusickii Vasey
- Deyeuxia rubescens (Buckley) Vasey
- Deyeuxia suksdorfii Scribn.